# Henry-Bonaventure Monnier

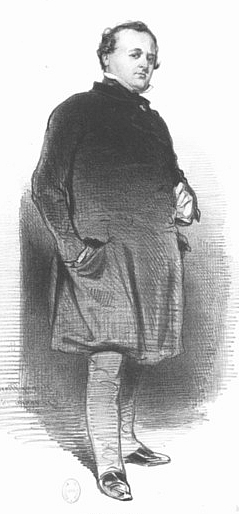
Henry Monnier
Ritratto da Paul Gavarni.

Henry-Bonaventure Monnier (Parigi, 7 giugno 1799 – Parigi, 3 marzo 1877) è stato un drammaturgo, illustratore e attore teatrale francese.

## Biografia
Dopo aver frequentato il Liceo e i laboratori di alcuni artisti (Anne-Louis Girodet-Trioson e Antoine-Jean Gros), nel 1822 si trasferisce a Londra. Ritorna in Francia cinque anni dopo.
I suoi incontri con Alexandre Dumas, Théophile Gautier, Stendhal, Eugène Sue, Prosper Mérimée, Eugène Scribe, Eugène Delacroix, Louis Boulanger e Honoré de Balzac gli aprono le porte della notorietà.
Tra il 1827 e il 1832, moltiplica le raccolte di litografie, interpretando acutamente costumi e fisionomie dei suoi contemporanei. Dalla grisette all'impiegato d'ufficio. 
Nelle Scènes populaires dessinées à la plume, del 1830 compare la popolare figura di Monsieur Prudhomme, incarnazione del borghese parigino.
Dal 1850, si dedica essenzialmente alla scrittura e al teatro.

## Opere principali

### Teatro
- Les Mendiants (1829)
- La Famille improvisée (1831)
- Un enfant du peuple (1846)
- La Chasse au succès (1849)
- Les Compatriotes (1849)
- Grandeur et décadence de M. Joseph Prudhomme (1852)
- Le Roman chez la portière (1855)
- Peintres et bourgeois (1855)
- Les Métamorphoses de Chamoiseau (1856)
- Comédies bourgeoises (1858)
- Cendrillon ou la Pantoufle merveilleuse (1879)

### Raccolte di disegni e caricature
.. Le Chasseur
- Pestillons et cochers (1825)
- Les grisettes (1828)

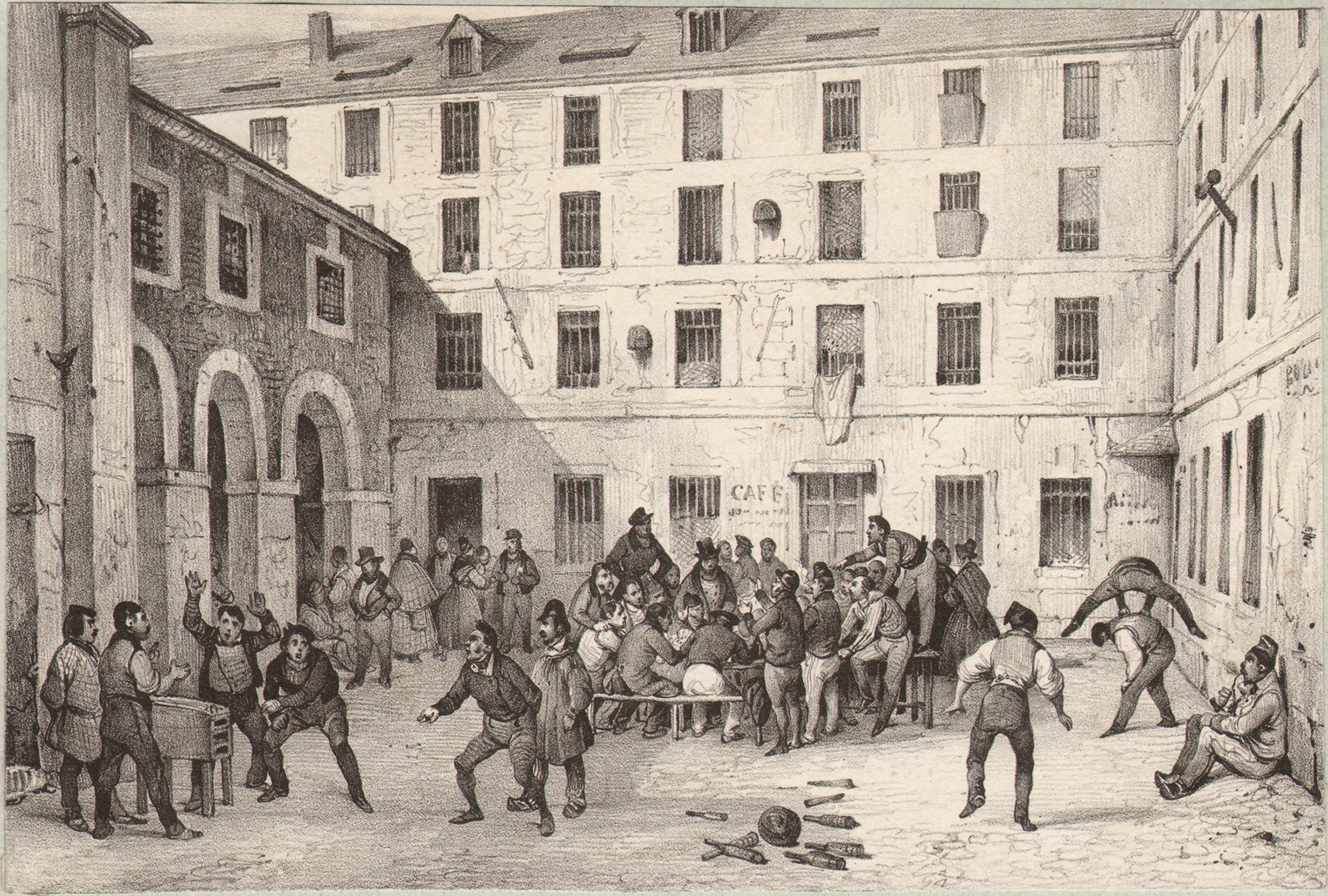
Giochi litografia (1830)

- Scènes populaires dessinées à la plume (1830)
- Physiologie du bourgeois (1841)
- Scènes de la ville et de la campagne (1841)
- Les Bourgeois de Paris, scènes comiques (1854)
- Mémoires de Monsieur Joseph Prudhomme (1857)
- Les Petites Gens (1857)
- Scènes parisiennes (1857)
- Galerie d'originaux (1858)
- Les Bas-fonds de la société (1862)